# Alber Elbaz
Alber Elbaz (hebreu: אלבר אלבז)  (Casablanca, 12 de juny de 1961 - 13è districte de París i París, 24 d'abril de 2021) va ser un dissenyador de moda israelià nascut al Marroc. Va ser el director creatiu de Lanvin a París del 2001 al 2015, després d'haver assistit a grans noms d'altres cases de moda, incloent-hi Geoffrey Beene, Guy Laroche, i Yves Saint-Laurent. Va fundar la marca AZ Factory amb el suport del grup Richemont el 2019.

## Educació i vida primerenca
Albert Elbaz va néixer a Casablanca, Marroc, en el si d'una família jueva marroquina. El pare d'Elbaz era perruquer, i la seva mare era pintora. Va immigrar a Israel amb la seva família amb 10 anys i va créixer a Holon. La seva mare va fer de caixera per tirar endavant els seus quatre fills (Elbaz tenia un germà i dues germanes) després de la mort del seu marit. Més endavant, Elbaz va servir les Forces de Defensa de l'Israel com a soldat, i seguidament va estudiar al Shenkar College of Engineering and Design de Ramat Gan.
La seva mare va animar Elbaz—que va començar a dibuixar vestits quan tenia set anys—i li va donar 800$ quan va marxar de casa, el 1985, per anar a Ciutat de Nova York i començar una carrera en el sector de la moda.

## Carrera en la moda
Arriba¡t a Nova York, Elbaz va començar treballant per una empresa de vestits de núvia, i seguidament es va formar durant set anys com a ajudant sènior d'en Geoffrey Beene. A Nova York, Elbaz va treure la darrera lletra del seu nom, passant d'Albert a Alber de manera que el seu nom es pronunciés correctament a Nova York, i també perquè li sonava com un millor nom per a una marca de moda.
De 1996 fins a 1998, Elbaz va treballar per la casa francesa Guy Laroche, treballant a París com a cap de prêt-à-porter. Fitxat per Pierre Bergé, Elbaz va treballar seguidament com a director creatiu d''Yves Saint-Laurent de 1998 fins que va ser acomiadat després tres temporades, quan Gucci va comprar l'empresa.
Elbaz va començar dissenyant per Lanvin el 2001. També tenia una participació minoritària en l'empresa de gairebé el 18 per cent. Durant els 14 anys que hi va passar, se li va atribuir reflotar els comptes de la casa francesa de costura, amb interpretacions modernes dels vestits de còctel de seda i dissenys femenins acolorits. Revisant la seva carrera, el Women's_Wear_Daily va escriure, “Els seus dissenys elegants, femenins i les seves desfilades palpitants, que tenien un esperit de carnaval, van catapultar Lanvin a la capdavantera de les cases de moda de París.” També va crear tendència en el món de les joies de les marques de luxe, amb perles folrades de teixit. Els seus croquis humorístics de qualsevol cosa, des de piruletes fins a la seva pròpia cara, formaven part de la seva signatura de marca. La roba senzilla, femenina d'Elbaz, que es va comparar amb les siluetes dels anys 20 de Lanvin, era lloada per la premsa de moda. En 2005 Suzy Menkes va escriure: "Elbaz és l'estimat de cada dona. I això inclou Nicole, Kate, Chloë Sevigny, Sofia Coppola i un reguitzell de noms d'actrius que pugen."
Mentre estava a Lanvin, Elbaz també va col·laborar amb "Acne Studios" en una col·lecció de denim, la Blue Collection, a finals del 2008. El 2010, va portar la feina de Lanvin a una línia d'H&M, incloent-hi vestits de tul i collarets de pedres. Notablement, per la seva col·lecció de la tardor del 2012 (que va coincidir amb el 10è aniversari de la casa), Elbaz va escollir persones del carrer per presentar la campanya publicitària de Lanvin; entre els models, hi havia un músic de 18 anys i un jubilat de 82 anys. El 2015, va ser el comissari d'“Alber Elbaz/Lanvin: Manifeste,” una exposició de fotografies a la Maison Européenne de la Photographie de París, amb més de 350 fotografies preses durant el seu mandat amb croquis i prototips.
L'octubre de 2015, Elbaz va anunciar que l'havien acomiadat de Lanvin per desacords amb l'accionista principal de l'empresa, "Shaw-Lan Wang". Elbaz també es va queixar de la manca d'estratègia i d'inversió de l'empresa. Poc abans de ser acomiadat, Elbaz havia contractat a Chemena Kamali de Chloé com a directora de disseny per la línia de dona. Les vendes de Lanvin van desplomar-se després de la seva sortida el 2015, i la marca va ser finalment comprada per la xinesa "Fosun".
Després de deixar Lanvin, Elbaz va dissenyar tot els vestits que Natalie Portman va portar el 2016 a la pel·lícula A Tale of Love and Darkness que també va escriure i dirigir. Seguidament va treballar amb diverses marques de moda, incloent-hi Converse i "LeSportsac". El 2016, va treure un perfum, anomenat Superstitious, treballat amb el perfumer "Dominique Ropion" per la casa de perfum francesa de Editions de Parfums Frédéric Malle. Més tard va col·laborar amb el sabater italià Tod's en alguns dissenys de mocassins i bosses de mà el 2019.
També el 2019, va unir forces amb "Richemont" per desenvolupar la seva línia pròpia, AZ Factory, una marca amb vocació de “desenvolupar solucions per les dones dels nostres temps.” AZ Factory es va llançar el 2021. És la primera implicació de Richemont en una nova marca emergent i es concentra en crear bàsics racionalitzats i gènere de punt tècnic, que el dissenyador va anomenar "switchwear (peces per intercanviar)."

## Art i gràfics

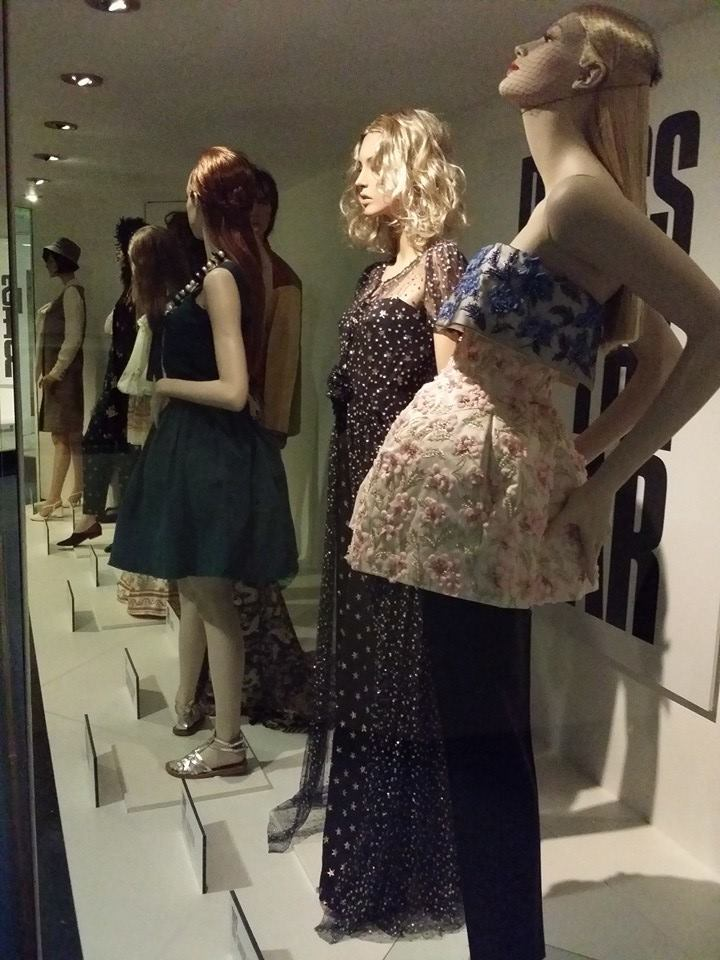
Vestit de l'Any 2005

El 2006, Elbaz va introduir packaging nou per Lanvin, en un blau cel clar tipus miosotis, un dels tons preferits que Lanvin suposadament havia vist en un fresc de Fra Angelico. Els embalatges incloïen bosses de compra estampades amb la il·lustració de 1907 d'en Paul Iribe de Lanvin i la seva filla Marguerite, i caixes de sabata dissenyades com a arxius antics d'una biblioteca, lligats amb cintes negres per emfasitzar la naturalesa preciada del producte.
Elbaz va il·lustrar la cançó "Lady Jane" en la versió llarga de Songs for Sorrow del cantant-compositor Mika.
El 2012, "Rizzoli Libri" va publicar un llibre de 3.000 fotografies que documenten la feina d'Elbaz per Lanvin.

## Vida personal
La parella d'Elbaz era en Alex Koo, el director de merchandising de Lanvin.
Elbaz va morir de COVID-19 el 24 d'abril del 2021 a París, a l'edat de 59 anys.

## Premis
- 2005 – Premi Internacional, "Council of Fashion Designers of America" (CFDA)[8]
- 2007 – Chevalier de la Légion d'Honneur[33]
- 2007 – Un de les 100 Persones Més Influents[34] de Time Magazine en el món
- 2014 - "Honorary doctorate" atorgat per la Universitat Reial d'Art[35]
- 2015 – Superstar Award, Fashion Group International (FGI)[12]
- 2016 – Oficial de la Légion d'Honneur[24][36]